# Estrella rezagada azul

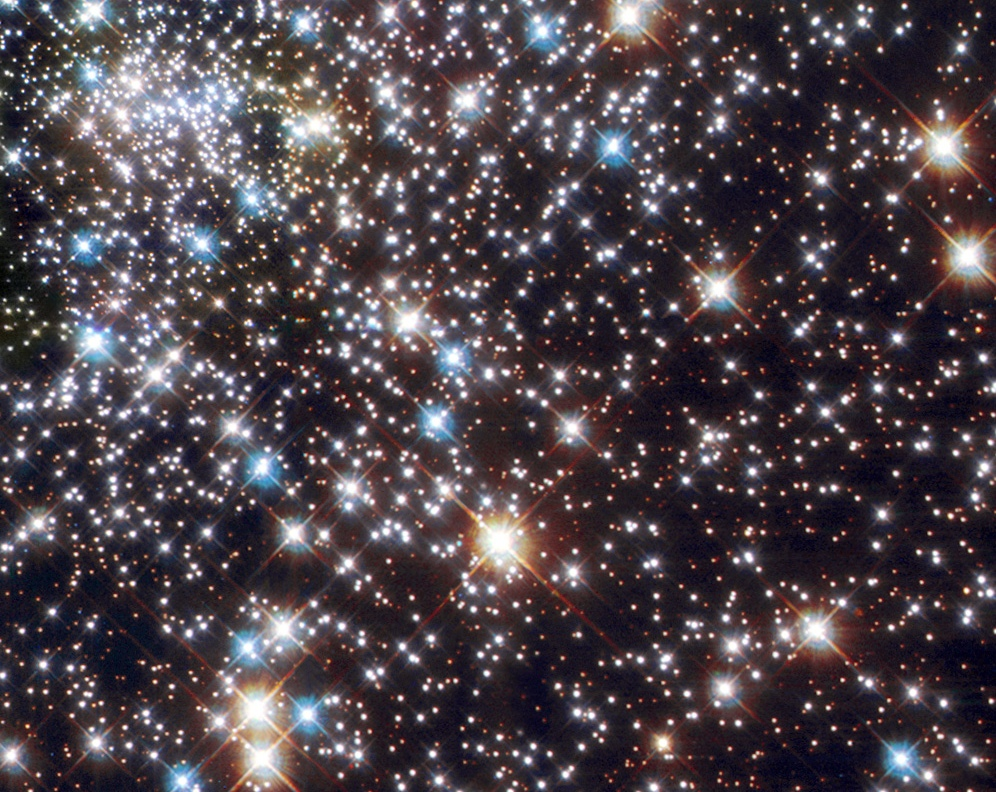
Cúmulo globular NGC 6397, de unos 6000 años luz, visto por el telescopio espacial Hubble, mostrando un gran número de blue stragglers.

En astrofísica, una (estrella) rezagada azul (en inglés: blue straggler ) es una estrella de la secuencia principal de un cúmulo globular o cúmulo abierto que es más brillante y más  azul que las que se encuentran en el punto en el que las estrellas del cúmulo abandonan la secuencia principal del diagrama de Hertzsprung-Russell, que traza la luminosidad de las estrellas en función de su temperatura efectiva. Las rezagadas azules fueron descubiertas en 1953 por Allan Sandage mediante mediciones fotométricas en el cúmulo globular M3, en la constelación de los Canes Venatici  y desde entonces se las ha observado en numerosos otros cúmulos globulares, cúmulos abiertos, galaxias enanas y en el disco de nuestra Galaxia.

## Modos de formación

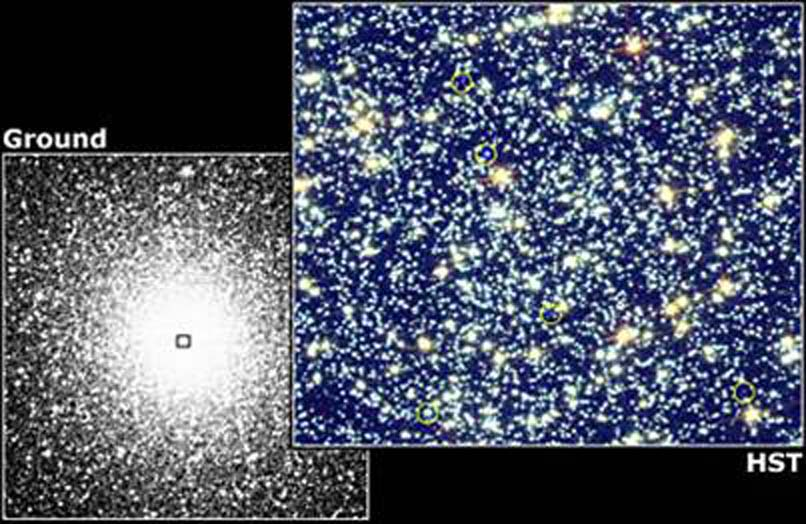
Comparación de dos fotografías, a la izquierda tomada desde la Tierra, a la derecha obtenida con el Hubble, donde aparecen rodeadas con un círculo cinco estrellas rezagadas azules.

Las estrellas rezagadas azules son estrellas que aparentan una edad menor que la del sistema estelar al que pertenecen, si se supone que se formaron junto con él. En los diagramas de Hertzprung-Russell observados de, por ejemplo, cúmulos estelares, aparecen separadas y como prolongando la secuencia principal del cúmulo, cuando estrellas en esta posición ya deberían haber evolucionado fuera de ese lugar, según la teoría estándar de la evolución estelar.  
El color de una estrella es un indicador de su masa y temperatura, siendo las azules más calientes que las rojas. Cuanta más masa tiene una estrella, más rápidamente consume su hidrógeno, de modo que es de esperar que una gigante azul tarde menos tiempo que una enana roja en abandonar la secuencia principal. Por ello, cuando se observa el diagrama HR de un cúmulo globular, en el que las estrellas que lo integran se han formado al mismo tiempo, lo normal sería ver una transición ordenada de unas fases a otras; las estrellas cromáticamente por encima de un cierto nivel de azul (conocido como «punto de desviación» o turnoff point en inglés) ya habrán abandonado la secuencia principal, enrojeciéndose y aumentando su tamaño, mientras que aquellas, más rojas y pequeñas, aún seguirán en ella. Determinar el punto de desviación puede servir para hacer dataciones de la edad de un cúmulo.
Sin embargo, es bastante normal observar que varias estrellas de un cúmulo que se encuentren en la secuencia principal hayan sobrepasado el punto de desviación. A este tipo de estrellas se las conoce como rezagadas azules. El nombre hace referencia al hecho de que tales estrellas parecen haberse retrasado en su transformación a gigantes rojas. La explicación más probable de este fenómeno es que estos astros anómalos son el resultado de colisiones estelares u otro tipo de fenómenos que comporten algún tipo de transferencia de masa entre estrellas como aproximaciones muy cercanas entre ellas. Este tipo de hechos podría rejuvenecerlas situándolas en una posición extraña del diagrama HR del cúmulo. De este modo, una estrella roja, fría y en cierto modo vieja, puede obtener masa extra de otra que pase cerca o que choque contra ella y hacerse más azul. Ocurre que, según cálculos estadísticos, las aproximaciones, ya no digamos las colisiones o pasos cercanos, entre estrellas son muy improbables por no decir imposibles incluso cerca del núcleo galáctico. Pero las cosas cambian en los cúmulos globulares donde se encuentran los apiñamientos de estrellas de mayor densidad. Aquí las leyes de la probabilidad juegan de forma diferente y tales fenómenos pasan a ser una posibilidad cierta aunque baja: de este modo, por ejemplo, en el cúmulo globular M13 solo existe una (Ludendorff 222), un astro muy azul de la 13.13 magnitud en banda V.
En conclusión, las estrellas rezagadas son inicialmente estrellas rojas pequeñas en fase avanzada de su secuencia principal. En un momento determinado obtienen masa estelar al aproximarse e incluso chocar con una estrella mayor y la incorporan a la que ya tenían.[cita requerida] Este aumento de masa comprime más el núcleo de la estrella y amplía la cantidad de combustible que se fusiona por segundo. Ello conlleva un aumento de luminosidad y temperatura y un desplazamiento del espectro hacia el azul por lo que estas estrellas aparentarán ser más jóvenes de lo que en realidad son.

Para estudiar estas estrellas un grupo de astrónomos ha utilizado simulaciones y observaciones del cúmulo abierto NGC 188, que se encuentra en la constelación de Cefeo, cerca de la estrella polar. Este cúmulo es uno de los cúmulos abiertos más antiguos, se estima que su edad ronda los 7000 millones de años de antigüedad, y contiene unas 3000 estrellas. Se han observado 21 rezagadas azules de este cúmulo, y los datos obtenidos se analizaron a la luz de las tres teorías principales de formación para las rezagadas azules: las colisiones entre estrellas, las fusiones de las estrellas y la transferencia de masa de una estrella a otra.
Los investigadores descartaron las dos primeras hipótesis para la mayor parte de las estrellas, ya que éstas se encontraban en sistemas binarios. En estos sistemas se observó que la estrella compañera orbita a la rezagada en periodos de alrededor de 1000 días, y además estas compañeras resultaron ser enanas blancas, por lo que los datos apuntan a la transferencia de masa como causa para la existencia de la rezagada azul.
En la transferencia de masa, la rezagada azul mediante su campo gravitatorio despoja poco a poco a la estrella compañera de su material. Este material es combustible extra que permite a la rezagada mantener su proceso de fusión y vivir más tiempo. En este proceso deja a la estrella compañera sin sus capas externas, tan solo con su núcleo, lo que la convierte en una enana blanca.
Por el momento no ha sido posible observar a las compañeras de las rezagadas azules, se ha determinado su existencia por el leve bamboleo que inducen en la rezagada debido al tirón gravitatorio que ejercen sobre ella. Este efecto permite además determinar la masa de las compañeras, que viene a ser la mitad de la masa del Sol, lo que es consistente con el hecho de que sean enanas blancas.
Sin embargo, aunque los resultados explican la mayor parte de las rezagadas azules de NCG 188, los investigadores hacen notar algunas pueden haber sido creadas por otros mecanismos. Por ejemplo, dos de las rezagadas azules en sistemas binarios posiblememte han sufrido otros tipos de encuentros e incluso colisiones con otras estrellas en algún momento. Además, 5 de las 21 rezagadas azules estudiadas, aparentemente no tiene compañeras, y no se dispone de suficientes datos como para establecer su origen.